# Barusia maheni
Barusia maheni là một loài nhện trong họ Leptonetidae.
Loài này thuộc chi Barusia. Barusia maheni được miêu tả năm 1939 bởi Kratochvíl & Miller.